# Damernas 3 000 meter i hastighetsåkning på skridskor vid olympiska vinterspelen 1964
Damernas 3 000 meter i skridskor vid de olympiska vinterspelen 1964 avgjordes den 2 februari 1964 på Olympia Eisstadion i Innsbruck. Loppet vanns av Lidija Skoblikova från Sovjetunionen.
28 deltagare från 13 nationer deltog i tävlingen.

## Rekord
Dessa rekord gällde inför spelen.
| Världsrekord     | Inga Artamonova (URS)   | 5:06,0 | Alma-Ata, Kazakiska SSR, Sovjetunionen | 28 januari 1962  |
| Olympiskt rekord | Lidija Skoblikova (URS) | 5:14,3 | Squaw Valley, Kalifornien, USA         | 23 februari 1960 |

## Medaljörer
| Gren        | Guld                            | Silver                                                | Brons |
| 3 000 meter | Lidija Skoblikova Sovjetunionen | Han Pil-hwa Nordkorea Valentina Stenina Sovjetunionen |       |

## Resultat
| Placering | Idrottare                    | Nation                 | Tid    |
| --------- | ---------------------------- | ---------------------- | ------ |
| 1         | Lidija Skoblikova            | Sovjetunionen          | 5:14,9 |
| 2         | Han Pil-hwa                  | Nordkorea              | 5:18,5 |
| 2         | Valentina Stenina            | Sovjetunionen          | 5:18,5 |
| 4         | Klara Guseva-Nesterova       | Sovjetunionen          | 5:22,5 |
| 5         | Kaija Mustonen               | Finland                | 5:24,3 |
| 6         | Hatsue Nagakubo-Takamizawa   | Japan                  | 5:25,4 |
| 7         | Kim Sung-soon                | Nordkorea              | 5:25,9 |
| 8         | Doreen McCannell             | Kanada                 | 5:26,4 |
| 9         | Christina Lindblom-Scherling | Sverige                | 5:27,6 |
| 10        | Kaija-Liisa Keskivitikka     | Finland                | 5:29,4 |
| 11        | Jeanne Ashworth              | USA                    | 5:30,3 |
| 12        | Yasuko Takano                | Japan                  | 5:30,4 |
| 13        | Bak Wol-ja                   | Nordkorea              | 5:30,8 |
| 14        | Inger Eriksson               | Sverige                | 5:32,6 |
| 15        | Gunilla Jacobsson            | Sverige                | 5:39,2 |
| 16        | Kaneko Takahashi             | Japan                  | 5:39,6 |
| 17        | Rita Blankenburg             | Tysklands förenade lag | 5:40,8 |
| 18        | Kornélia Ihász               | Ungern                 | 5:41,4 |
| 19        | Kim Gwi-jin                  | Sydkorea               | 5:41,6 |
| 20        | Tsedenjavyn Lkhamjav         | Mongoliet              | 5:42,6 |
| 21        | Inge Lieckfeldt              | Tysklands förenade lag | 5:42,7 |
| 21        | Sylvia White                 | USA                    | 5:42,7 |
| 23        | Barb Lockhart                | USA                    | 5:43,2 |
| 24        | Doreen Ryan                  | Kanada                 | 5:46,5 |
| 25        | Adelajda Mroske              | Polen                  | 5:47,1 |
| 26        | Helena Pilejczyk             | Polen                  | 5:47,3 |
| 27        | Willy de Beer                | Nederländerna          | 5:49,9 |
| 28        | Erika Heinicke               | Tysklands förenade lag | 5:56,0 |